# Мадзіпанарі
Острів Мадзіпана́рі (яп. マジパナリ, マジバナリ, Мадзібанарі) — невеликий острів в острівній групі Яеяма островів Сакісіма архіпелагу Рюкю. Адміністративно відноситься до округу Ісіґакі повіту Яеяма префектури Окінава, Японія.
Незаселений стрів розташований біля західного узбережжя острова Ісіґакі при в ході в бухту Кабіра, біля більшого острова Кабіраван.

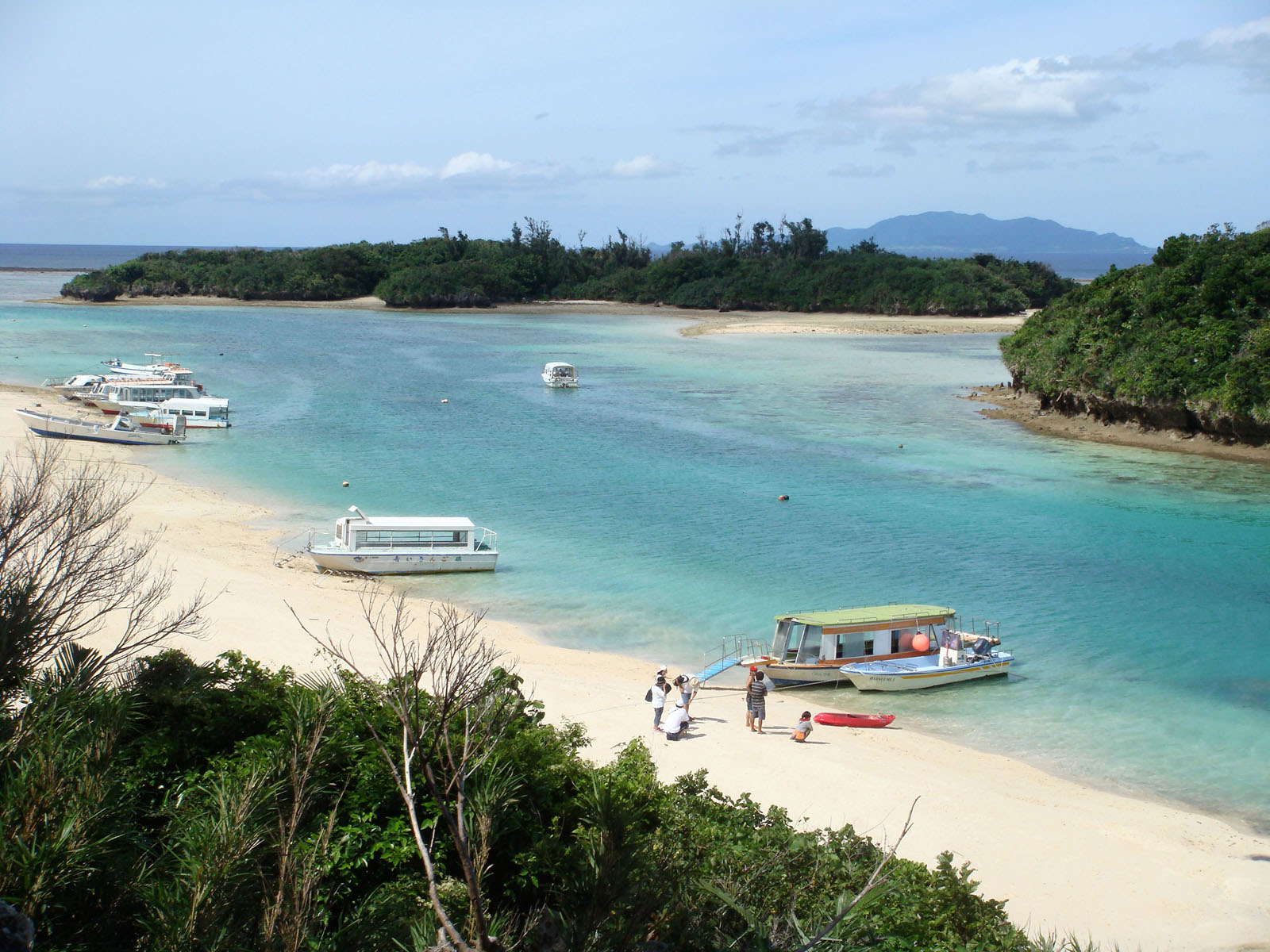
Вид на острів в бухті

Майже весь вкритий лісами.